# Isotta Fraschini Tipo 6 LMH Competizione
La Isotta Fraschini Tipo 6 LMH Competizione è un'autovettura da competizione di tipo sport prototipo, progettata secondo i regolamenti Le Mans Hypercar per gareggiare nel campionato del mondo endurance FIA. La vettura rappresenta il ritorno dello storico marchio italiano dopo decenni di inattività.

## Contesto e sviluppo
La vettura è stata annunciata a dicembre 2022 sui profili social della rinata casa automobilistica, nei mesi successivi viene annunciata una collaborazione con il team inglese Vector Sport che si occuperà di affiancare la casa costruttrice nella gestione della squadra impiegata nel programma LMH. La progettazione della vettura è stata affidata alla italiana Michelotto Automobili mentre il motore è progettato da HWA su specifiche tecniche di Isotta Fraschini. Il 28 febbraio 2023 la vettura, non ancora definitiva, è stata ufficialmente presentata presso l'Automobile Club di Milano mentre il primo test in pista è avvenuto nei primi giorni di aprile presso l'Autodromo di Vallelunga. A guidare il prototipo durante il suo debutto in pista è stato Maurizio Mediani, che già aveva contribuito nello sviluppo al simulatore. Nel corso della primavera e dell'estate dello stesso anno la vettura è stata impegnata in diversi giorni di test, principalmente presso l'Autodromo di Monza e il Motorland Aragon, inoltre in occasione della 6 ore di Monza del WEC la vettura ha percorso alcuni giri di pista dimostrativi di fronte al pubblico presente. I piloti scelti per i test in pista che hanno contribuito allo sviluppo della vettura sono stati Marco Bonanomi, Matteo Malucelli e Jean-Karl Vernay. A fine novembre del 2023 viene annunciata ufficialmente la partecipazione del marchio italiano, con una sola vettura, al Campionato del mondo endurance FIA dell'anno successivo. Nel 2024, a differenza di quanto precedentemente annunciato, le operazioni in pista verranno gestite dal team francese Duqueine. Il team Vector decide di lasciare il programma, denunciando il non rispetto degli accordi firmati in precedenza.

## Specifiche tecniche
A spingere la vettura c'è un powertrain ibrido composto da un motore a combustione interna e un motore elettrico, quest'ultimo viene montato sull'asse anteriore conferendo alla Tipo 6 la trazione integrale. La parte termica è composta da un motore V6 con bancate di 90° 3 litri di cilindrata, sovralimentato da un singolo turbocompressore. La potenza erogata, limitata da regolamento, è di circa a 700 CV. La parte elettrica è invece composta da una batteria agli ioni di litio da 900V progettata da Williams Advanced Engineering e da un blocco inverter-motore elettrico. Il motore elettrico è un'unità sincrona trifase a magneti permanenti prodotta da Helix. Il software di gestione del powertrain ibrido è stato sviluppato da Isotta Fraschini in collaborazione con la tedesca Bosch. Nel complesso la Tipo 6 raggiunge i 520 kW di potenza massima concessi dal regolamento, circa 700 cavalli, con il motore elettrico che può fornire fino a 200 kW. Si ricorda che i dati relativi alla potenza sono indicativi poiché soggetti alla variazione del balance of performance (BoP). Per quanto riguarda telaio e sospensioni, la vettura è dotata di un monoscocca in fibra di carbonio prodotto in collaborazione con ARS Technologies, mentre lo schema sospensivo è il classico quadrilatero con doppio braccio oscillante e barre di torsione, lo sviluppo del gruppo molle ammortizzatori viene affidato a Multimatic. Il differenziale e il cambio a 7 marce sono invece prodotti da Xtrac.

## Attività sportiva

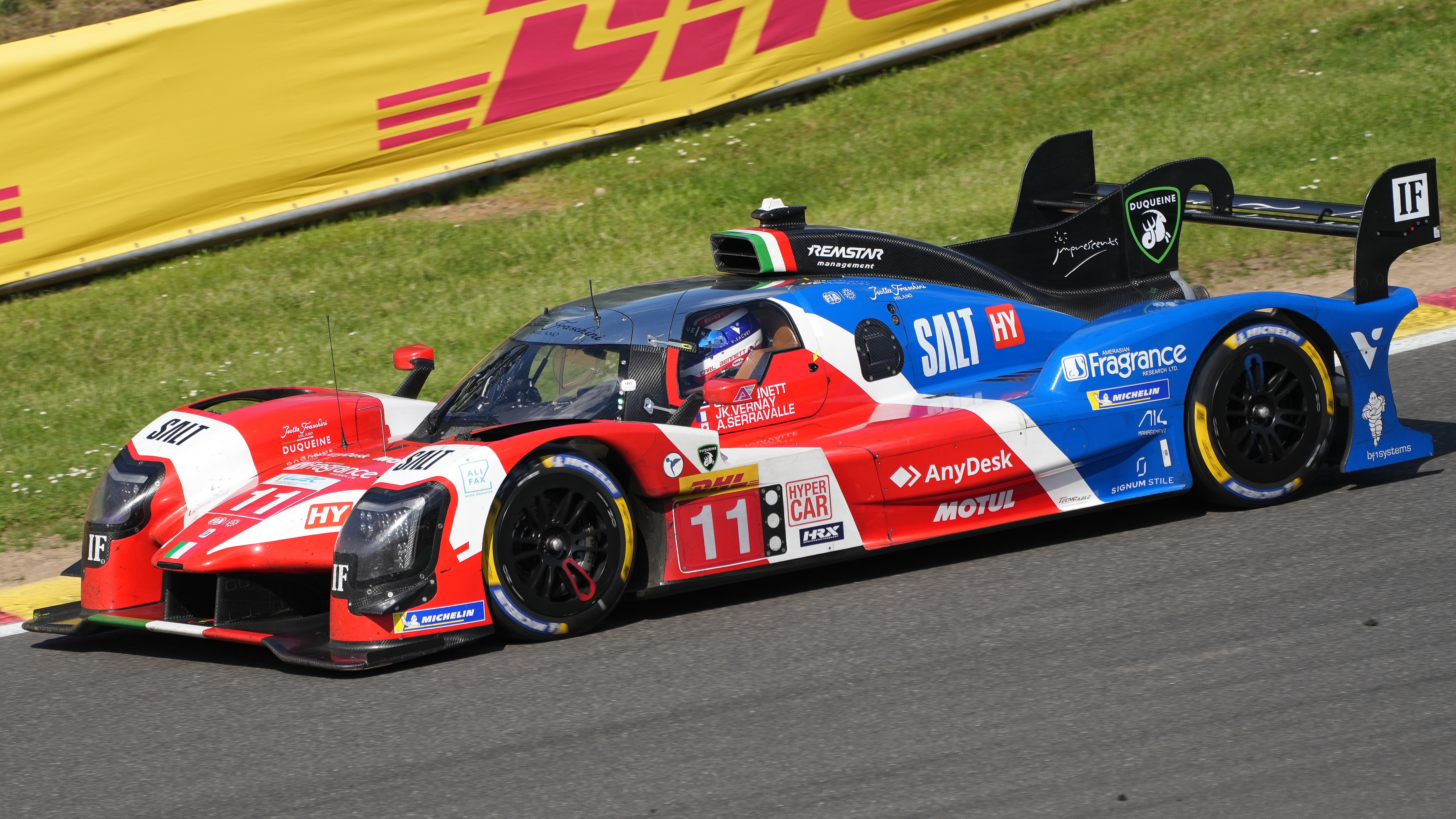
L'Isotta Fraschini Tipo 6 LMH-C durante la 6 ore Spa-Francorchamps 2024

In fase di presentazione viene dichiarato l'intento di partecipare al WEC 2023 a partire dall'appuntamento italiano di Monza. Tuttavia la casa costruttrice decide in seguito di dedicare tutto il 2023 allo sviluppo della vettura e al lungo processo di omologazione, rimandando il debutto al campionato 2024. 

### 2024
Una singola vettura viene iscritta al campionato del mondo endurance 2024 dalla casa costruttrice. Si tratta a tutti gli effetti di una vettura ufficiale, iscritta come Isotta Fraschini e gestita tramite la collaborazione di Isotta Fraschini, Michelotto e Duqueine. L'equipaggio alla guida della vettura numero 11 è formato da Jean-Karl Vernay, che già aveva preso parte allo sviluppo, e dai giovani Antonio Serravalle e Carl Wattana Bennett. Il debutto avviene alla prima gara del calendario, la 1812 km del Qatar, in cui la vettura è costretta al ritiro dopo circa sei ore di gara per la rottura della sospensione anteriore destra.
L'appuntamento successivo si svolge in Italia, ed è la 6 ore di Imola 2024. La seconda prova del mondiale endurance ha un esito differente dal debutto per la squadra italiana, infatti la Tipo 6 LMH conclude la gara in 17ª posizione, pur essendoci state delle brevi uscite di pista.
Il WEC si sposta poi in Belgio, in occasione della 6 ore di Spa-Francorchamps 2024, e anche questa volta l'Isotta Fraschini porta a termine la gara.

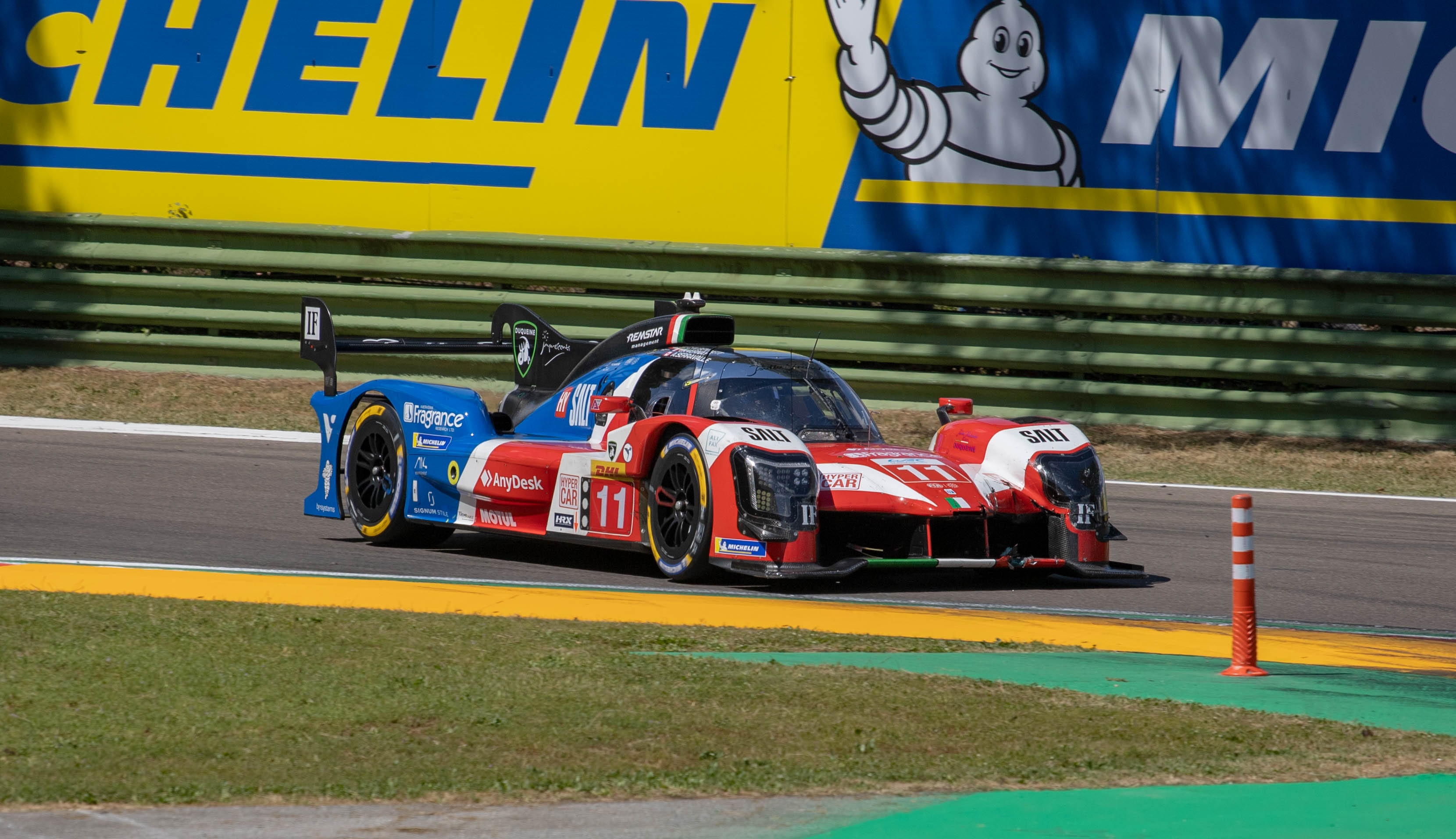
La Tipo 6 LMH-C in azione durante l'evento italiano del WEC ad Imola

La quarta tappa del mondiale è la prestigiosa 24 ore di Le Mans 2024, andata in scena tra il 15 e il 16 giugno. Pur essendo la prima partecipazione, l'Isotta gestisce in modo brillante la gara, e a differenza di altri team più attrezzati ed esperti, la finisce in pista, registrando anche il loro miglior piazzamento, il 14º posto. 
il 5º round del mondiale, la 6 ore di San Paolo 2024, lo si corre in Brasile. Anche questa gara, come l'evento inaugurale del 2024, non verrà portata a termine per problemi al motore.
Mentre l'auto era già in viaggio per prendere parte alla Lone Star Le Mans, Isotta Fraschini e Duqueine Team fanno sapere, con un comunicato ufficiale, che la collaborazione tra le due parti non continuerà, mettendo la parola fine, almeno per ora, all'avventura nel WEC.

## Risultati completi nel WEC
| Anno | Team             | Classe   | Pilota             | #  | 1   | 2   | 3   | 4   | 5   | 6   | 7   | 8   | Punti | Pos |
| ---- | ---------------- | -------- | ------------------ | -- | --- | --- | --- | --- | --- | --- | --- | --- | ----- | --- |
| 2024 | Isotta Fraschini | Hypercar |                    |    | QAT | IMO | SPA | LMN | SAO | USA | FUJ | BHR | 0     | 9°  |
| 2024 | Isotta Fraschini | Hypercar | Jean-Karl Vernay   | 11 | Rit | 17  | 15  | 14  | Rit |     |     |     | 0     | 9°  |
| 2024 | Isotta Fraschini | Hypercar | Antonio Serravalle | 11 | Rit | 17  | 15  | 14  | Rit |     |     |     | 0     | 9°  |
| 2024 | Isotta Fraschini | Hypercar | Carl Bennett       | 11 | Rit | 17  | 15  | 14  | Rit |     |     |     | 0     | 9°  |

## Auto derivate
La casa milanese ha in programma di costruire due ulteriori varianti di questa auto. Una versione denominata Isotta Fraschini Tipo 6 LMH Pista, non omologata per uso stradale, di fatto uguale alla versione da corsa ma priva di limitazioni regolamentari. Il prototipo di questa versione ha fatto il suo debutto in pista a giugno 2023 presso il Paul Ricard durante il week end del GT World Challenge Europe. Una seconda versione denominata Isotta Fraschini Tipo 6 LMH Strada, appositamente modificata sarà omologata per l'uso su strada.